# بي زيت مايرز
بي زيت مايرز (بالإنجليزية: PZ Myers) وإسمه الحقيقي بول زكاري مايرز (بالإنجليزية: Paul Zachary Myers) هو عالم احياء أمريكي ولد في يوم 9 مارس 1957 في مدينة كينت في ولاية واشنطن، هو مؤسس مدونة فارينغولا، وعرف بأرائه الالحادية المناهضة للخلق والتصميم الذكي.

## روابط خارجية
- بي زيت مايرز على موقع IMDb (الإنجليزية)
- بي زيت مايرز على موقع ميوزك برينز (الإنجليزية)
- بي زيت مايرز على موقع قاعدة بيانات الفيلم (الإنجليزية)